# 樫野台
樫野台（かしのだい）は、兵庫県神戸市西区の町名。一丁目から六丁目がある。郵便番号は651-2275

## 地理
西区に所属している。東は竹の台に接する。西は春日台に接する。北は美賀多台、南は櫨谷町栃木と接する。

## 交通
地下鉄、鉄道は通っていないが神戸市バスが通っている

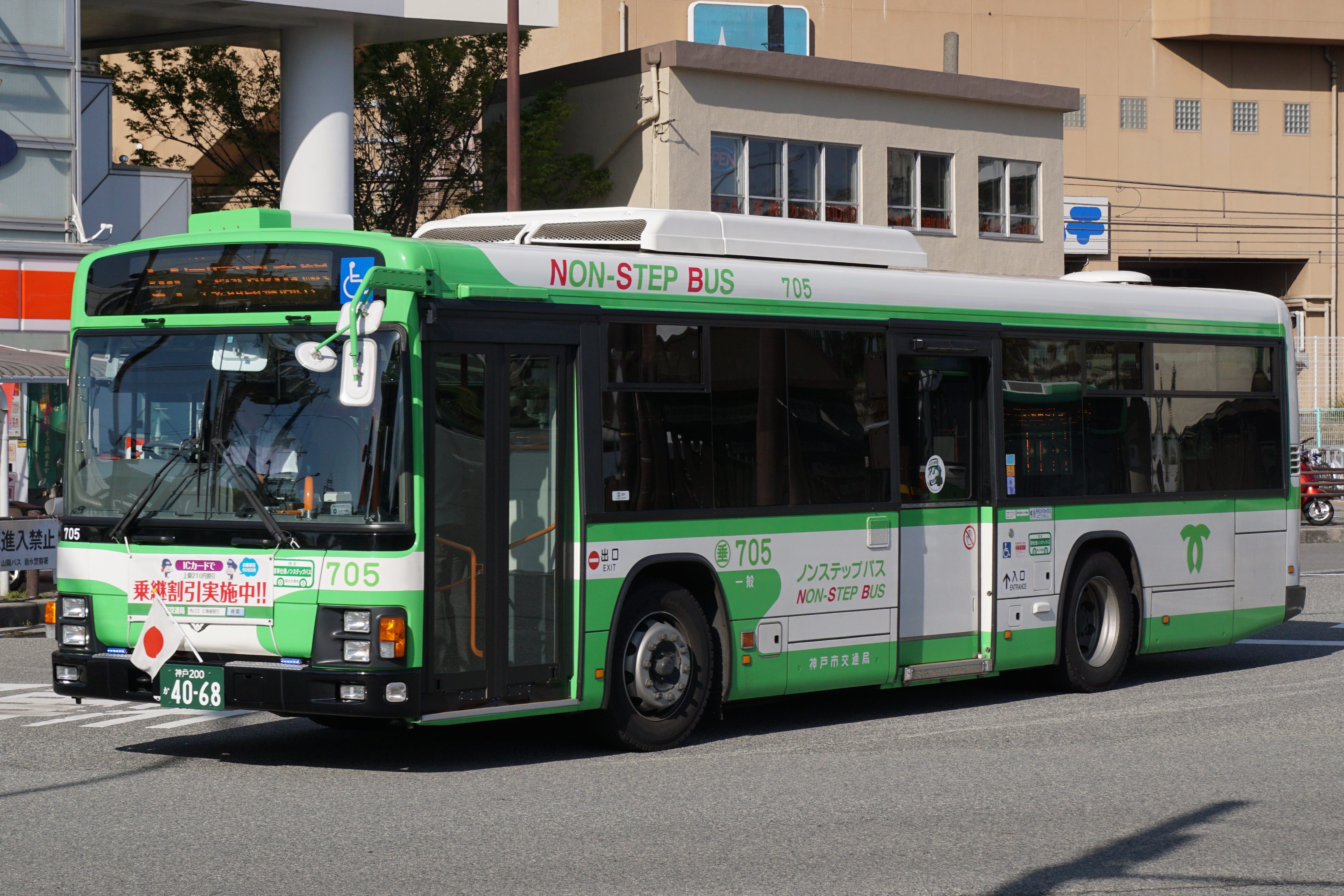
神戸市バス

### 神戸市バス
| 系統 | 起点         | 経由バス停                                                         | 終点     |
| ---- | ------------ | ------------------------------------------------------------------ | -------- |
| 28   | 西神中央駅前 | (竹の台)-樫野台6丁目-樫野台3丁目-樫野台小学校-樫野台2丁目-(春日台) | 西体育館 |

## 校区
市立小・中学校に通う場合、校区は以下の通りとなる

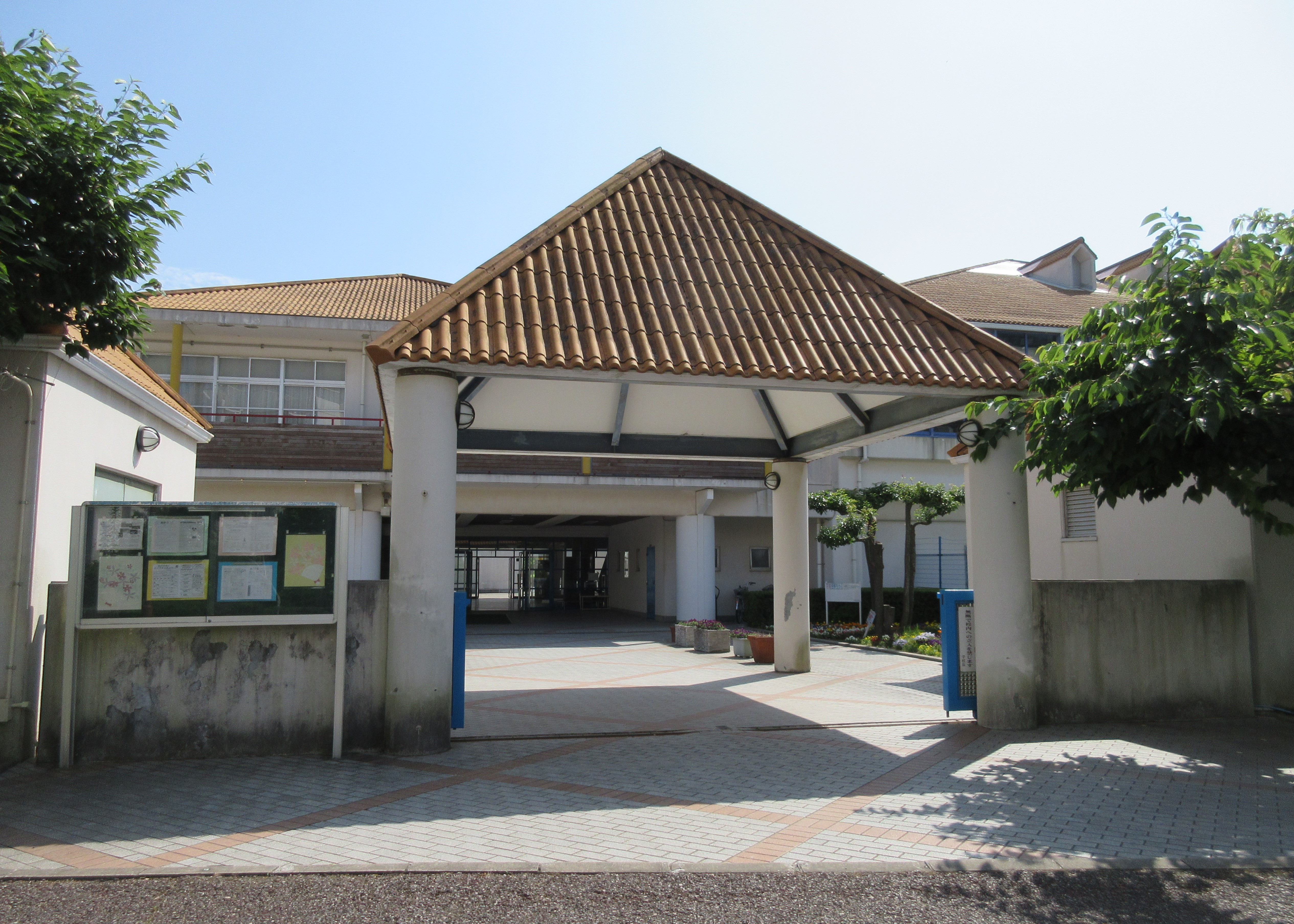
樫野台小学校
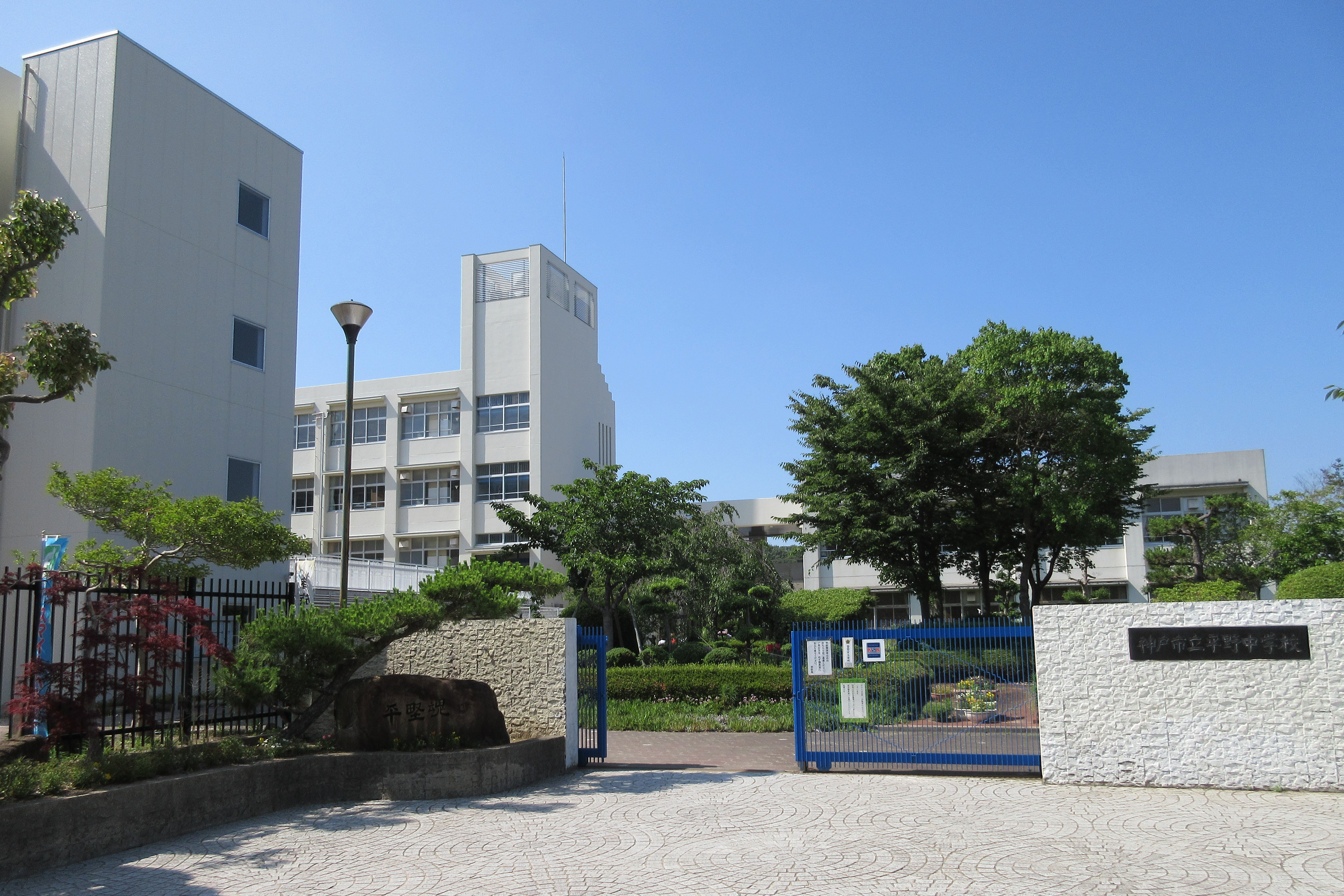
平野中学校

| 丁目 | 小学校       | 中学校     |
| ---- | ------------ | ---------- |
| 1    | 樫野台小学校 | 平野中学校 |
| 2    | 樫野台小学校 | 平野中学校 |
| 3    | 樫野台小学校 | 平野中学校 |
| 4    | 樫野台小学校 | 平野中学校 |
| 5    | 樫野台小学校 | 平野中学校 |
| 6    | 樫野台小学校 | 平野中学校 |

- 樫野台小学校
- 平野中学校

## 施設

### 1丁目

#### 交通
- 樫野台3丁目バス停
- 樫野台小学校バス停

#### 公園
- オリト山公園

### 2丁目

#### 交通
- 樫野台4丁目バス停
- 樫野台小学校バス停
- 春日台4丁目バス停

#### 公園
- 樫野西公園

### 3丁目

#### 交通
- 樫野台2丁目バス停
- 樫野台3丁目バス停
- 樫野台小学校バス停

#### 教育
- 樫野台小学校
- 公文樫野台教室

#### 公園
- 樫野中公園

### 4丁目

#### 交通
- 春日台4丁目バス停

### 5丁目

#### 公園

##### 樫野台公園
- 街道池

その他
- リッチフィールド樫野台本店
- ふじみ内科医院
- ネクステージ西神中央

### 6丁目

#### 公園
- 樫野台北公園